# Gunnar Wessman (industriman)
Gunnar Wessman, född den 23 september 1928 i Ulricehamn, död den 19 februari 2019 i Hedvig Eleonora församling i Stockholm, var en svensk civilingenjör och företagsledare. 
Wessman var verkställande direktör för Pharmacia 1980–1984 och dessförinnan för Uddeholms AB och Perstorp AB.

## Utmärkelser och ledamotskap
- Ledamot av Ingenjörsvetenskapsakademien (LIVA 1984)
- Ledamot av Vetenskapssocieteten i Lund (LVSL 1975)[2]